# Ammari
Ammari (em árabe: عمارى) é uma comuna localizada na província de Tissemsilt, Argélia. Sua população estimada em 2008 era de 7 841 habitantes.